# فرانك تشانس
فرانك تشانس (بالإنجليزية: Frank Chance)‏ هو لاعب كرة قاعدة أمريكي، ولد في 9 سبتمبر 1876 في فريسنو في الولايات المتحدة، وتوفي في 15 سبتمبر 1924 في لوس أنجلوس في الولايات المتحدة.

## وصلات خارجية
- فرانك تشانس على موقع دوري كرة القاعدة الرئيسي (الإنجليزية)
- فرانك تشانس على موقعبيزبول رفرنس.كوم (الدوري الرئيسي) (الإنجليزية)
- فرانك تشانس على موقعبيزبول رفرنس.كوم (الدوري الثانوي) (الإنجليزية)
- فرانك تشانس على موقع جمعية أبحاث البيسبول الأمريكية (الإنجليزية)
- فرانك تشانس على موقع إي إس بي إن.كوم (أم.أل.بي) (الإنجليزية)
- فرانك تشانس على موقع مشجعي الرسوم البيانية (الإنجليزية)
- فرانك تشانس على موقع قاعة مشاهير كرة القاعدة (الإنجليزية)